# Valdis Muktupāvels
Valdis Muktupāvels (Municipi de Līvāni, 9 de novembre de 1958) és un compositor, etnomusicòleg doctor en crítica d'art i professor universitari letó.

## Vida professional
Muktupāvels es va graduar el 1980 en la Universitat de Letònia on va adquirir una especialitat en química el 1983. Va completar els seus estudis a l'Acadèmia Letona de Música Jāzeps Vītols el 1996 amb un doctorat en crítica d'art. Ha treballat per a la Universitat de Letònia des de 1989; des de l'any 1999 a la Facultat d'Història de l'Art i Filologia i des de 2002 com a professor i cap de departament a la Facultat d'Humanitats: divisió d'Estudis de Folklore del Bàltic i departament d'Etnologia.
Des de l'any 2002 ha estat membre del Consell Nacional de Cultura de Letònia. És un dels pioners en el rescat dels instruments tradicionals letons i ha actuat a diversos països d'Europa, Amèrica del Nord, Austràlia, l'Índia i el Japó. Va ser fundador i director del conjunt folklòric «Rasa», que va estar actiu entre 1988 i 1998. Ha estat guardonat l'any 2001 amb la Creu de Cavaller de l'Orde del Gran Duc Gediminas de Lituana. És president de la AKKA/LAA (Agència de Consultoria de Drets d'autor i Comunicació/Associació d'Autors letons).

## Obres clau

### Obres musicals
- Pontifex / Parcēlājs, oratorija 2005.
- Skaņumeža mistērija, 2008.

### Documentals musicals
- Lettand. Wildnis zwischen Russland und Riga, režisierius U. Cekulis ir B. Stoepel, 2005.
- Dina, režisierius P. Krilovas, 2005.
- Litauen – grünes Herz Europas, režisierius V. Abolas ir U. Cekulis, 2008.

### Àlbums musicals
- Lettonie. Musiques des rites solaires, 1995.
- Dūdas Latvijā, 2000.
- Valdis Muktupaveis. Kokles, 2002.
- Vairas dziesmas, 2008.